# Ferry Wondra
Ferdinand „Ferry“ Wondra (* 18. Oktober 1905 in Wien, Österreich-Ungarn; † 11. August 1976 ebenda) war ein österreichischer Komiker, Conférencier, Sänger, Kabarettist, Autor, Komponist sowie Schauspieler bei Film und Fernsehen.

## Leben und Wirken
Wondras Karriere begann nach seiner Artistenprüfung 1927 im Jahr 1928 mit Auftritten als Kabarettist und Sänger an Kleinkunstbühnen, wo er wie beispielsweise 1929 auch eigene Werke wie die Operette Ein Frühlingstraum (die er mit seinem langjährigen Kollegen, Freund und Arbeitspartner Ludwig Zwickl verfasste) zur Aufführung brachte. Seit 1930 als Wondra & Zwickl als Erfolgsduo gemeinsam auftretend, wuchs Ferry Wondra an der Seite Zwickls in die Rolle eines zentralen Vertreters der „Wiener Volkskunst“ hinein. In diesem Umfeld sah man ihn auch in klassischen Operettenstücken wie beispielsweise 1933 dem Singspiel Die Fiakermilli. Zeitgleich übernahm Wondra die Leitung der Vaterländischen Bühne, wo er ebenfalls Inszenierungen mit (meist humorigem) Volksstückcharakter wie Heute geht‘s uns gut zur Aufführung brachte.
Als typisch Wiener Kleinkunstbühnen-Künstler am Ronacher und dem Simpl bekannt und populär, holte man Ferry Wondra am Vorabend des Zweiten Weltkriegs auch erstmals vor die Kamera. In den kommenden Jahrzehnten füllte er allerlei Chargen mit Leben; so sah man ihn allein bis Kriegsende 1945 zum Beispiel als Straßenbahnschaffner in Gerhard Lamprechts Frau im Strom, als Kommerzienrat in Willi Forsts Operette, als Polizist in Ernst Marischkas Sieben Jahre Pech und einen weiteren an der Seite Zwickls in Die goldene Fessel, als Fotograf in Liebe ist zollfrei, als Fiakerkutscher in Wir bitten zum Tanz sowie einen Diener in Liebe nach Noten, seinen letzten Film im Dritten Reich. Oftmals nur von Sekundenkürze, gestaltete Ferry Wondra diese Rollen als typische Wiener Gemmen. Zur selben Zeit hielt der eher füllige Wondra mit dem eher schmalen Zwickl, den Wondra seit gemeinsamer Schulzeit in Wien-Simmering kannte, auf der Bühne das Wienertum im Allgemeinen und den Wiener Humor im Besonderen in Gestalt von gemeinsamen Sketch- und Gesangsauftritten hoch und reüssierten mit Doppelconférencen („Wondralitäten und Zwickelein“).
Nach dem Krieg blieben anfänglich weitere Filmangebote aus, und Wondra und Zwickl traten wieder gemeinsam vor einem Wiener Theaterpublikum auf, gingen aber auch auf Gastspielreise wie etwa 1949 nach Linz, wo man das Duo mit der Lustspieloperette Sebastian, der Seitenspringer am dortigen Landestheater sehen konnte. Im Jahr darauf gastierten die beiden auch in Salzburg. In späterer Zeit unternahm das Duo auch Gastreisen ins Ausland (Deutschland, Niederlande und die Schweiz). Mit Beginn der 1950er Jahre zurück auf der Leinwand, setzte Wondra seine Chargentätigkeit in Heimatfilmen und Lustspielen fort und spielte alles vom Feuerwehrhauptmann (in Das unmögliche Mädchen) und einem Portier (an der Seite Hans Mosers in Herrn Josefs letzte Liebe) über einen eingeschworenen Junggesellen (in Vor Jungfrauen wird gewarnt) bis hin zu einem Grafen (in dem Fernsehfilm Die Kaiserin) und einem Bauern (in dem TV-Stück Das verwunschene Schloß). Seinen letzten Auftritt vor der Kamera absolvierte der alte Künstler 1973 in der frühen Wiener Tatort-Folge Frauenmord, wo er einen namenlosen Betrunkenen zu geben hatte. Nebenbei sah man Ferry Wondra nunmehr auch an regulären Wiener Bühnen wie dem Raimundtheater. Seine Partnerschaft mit Zwickl als Wiener Humorist und Sketchkünstler hielt bis zu Zwickls Tod 1975 an; wenige Monate nach ihm starb auch Ferdinand „Ferry“ Wondra.

## Filmografie
- 1939: Frau im Strom
- 1939: Das jüngste Gericht
- 1940: Ein Leben lang
- 1940: Herz ohne Heimat
- 1940: Sieben Jahre Pech
- 1940: Operette
- 1941: Liebe ist zollfrei
- 1941: Dreimal Hochzeit
- 1941: Wir bitten zum Tanz
- 1943: Die goldene Fessel
- 1944: Das Herz muß schweigen
- 1944/47: Liebe nach Noten
- 1951: Schwindel im Dreivierteltakt
- 1951: Das unmögliche Mädchen (Fräulein Bimbi)
- 1956: Försterliesel
- 1956: Der Schandfleck
- 1957: Lachendes Wien
- 1957: Und so was will erwachsen sein (Die Winzerin von Langenlois)
- 1958: Hallo Taxi
- 1958: Herrn Josefs letzte Liebe
- 1961: Die Kaiserin (Fernsehfilm)
- 1961: Vor Jungfrauen wird gewarnt
- 1963: Familie Rannsdorf (Fernsehfilm)
- 1964: Das verwunschene Schloß
- 1969: St. Pauli in St. Peter (Fernsehfilm)
- 1973: Tatort: Frauenmord